# Kateryna Handziuk
Kateryna Wiktoriwna Handziuk (ur. 17 czerwca 1985 w Chersoniu, zm. 4 listopada 2018 w Kijowie) – ukraińska aktywistka polityczna i antykorupcyjna, deputowana do rady obwodu chersońskiego V kadencji oraz radna Chersonia VI kadencji. 

## Życiorys
W latach 2003–2006 studiowała na Chersońskim Uniwersytecie Państwowym, w 2008 r. ukończyła studia na Kijowskim Narodowym Uniwersytecie Ekonomicznym, zaś w 2016 r. Narodową Akademię Administracji Państwowej przy Prezydencie Ukrainy. 
W 2003 r. wstąpiła do partii Batkiwszczyna i kierowała jej organizacją młodzieżową w obwodzie chersońskim. Brała udział w pomarańczowej rewolucji, zaś dwa lata po niej, w 2006 r., zdobyła w wyborach samorządowych mandat deputowanej chersońskiej rady obwodowej z ramienia Bloku Julii Tymoszenko. 
Brała udział w protestach w ramach Euromajdanu odbywających się w Chersoniu. Po aneksji Krymu i w trakcie wojny w Donbasie angażowała się w pomoc dla ukraińskich uchodźców wewnętrznych. W 2014 r. została wybrana na radną Chersonia z listy Batkiwszczyny. Rok później została usunięta z partii. Zajmowała się badaniem i nagłaśnianiem przypadków korupcji i nadużyć we władzach miasta oraz w miejscowej policji. Jej publikacje doprowadziły do dymisji Artioma Antoszczuka, szefa wydziału przestępstw gospodarczych policji w obwodzie chersońskim; aktywistka oskarżyła go o wymuszenia i korupcję. Występowała także przeciwko organizacjom prorosyjskim w Chersoniu.
31 lipca 2018 r. w pobliżu swojego domu w Chersoniu została napadnięta i oblana kwasem siarkowym. Odniosła obrażenia 30% powierzchni ciała, w tym głowy, oczu, pleców i jednej ręki. 
W sprawie napadu na Handziuk prowadzone było początkowo śledztwo pod kątem możliwości popełnienia przestępstwa chuligaństwa. Gdy sprawa nabrała rozgłosu, kwalifikację czynu zmieniono na ciężkie uszkodzenie ciała, a następnie na usiłowanie zabójstwa ze szczególnym okrucieństwem. Zatrzymanych zostało pięć osób, z czego cztery przyznały się do udziału w napaści.
Kateryna Handziuk zmarła wskutek poniesionych obrażeń w szpitalu w Kijowie. Po jej śmierci pod budynkiem Ministerstwa Spraw Wewnętrznych w Kijowie miały miejsce manifestacje, których uczestnicy domagali się wyjaśnienia okoliczności napadu na aktywistkę i ukarania sprawców.